# Liste der Wiener Parks und Gartenanlagen/Rudolfsheim-Fünfhaus
Diese Liste umfasst jene Parks und Gartenanlagen, die sich im 15. Wiener Gemeindebezirk Rudolfsheim-Fünfhaus befinden und einen Namen tragen:
| Name                     | Bild | Standort                                        | Jahr der Errichtung          | Benannt nach                                                                                           | Fläche in m² | Bauten                                                                           | Kunstobjekte                                                                                                   | Naturdenkmäler       | Anmerkungen |
| ------------------------ | ---- | ----------------------------------------------- | ---------------------------- | --- | ------------ | -------------------------------------------------------------------------------- | --- | -------------------- | --- |
| Auer-Welsbach-Park       |      | Linke Wienzeile Koordinaten                     | 1890                         | Carl Auer von Welsbach                                                                                 | 109.330      | Bedürfnisanstalt (Fa. Beetz, 1924), Sonderkindergarten „Schweizer Spende“ (1949) | Zwei Skulpturen „Flammenfrauen“ („Sarah“ und „Johanna“, Seidl, 2003)                                           | 444 (Graupappel)     | Das Gelände eines ehemaligen Kinderfreibades wird gärtnerisch nicht gepflegt und bildet eine Stadtwildnis            |
| Braunhirschenpark        |      | Dreihausgasse Koordinaten                       | 1991 (Benennung)             | dem ehemaligen Vorort Braunhirschen                                                                    | 5.540        |                                                                                  | |                      | |
| Dadlerpark               |      | Dadlergasse Koordinaten                         | 1991 (Benennung)             | Franz Wenzel Dadler (1760–1835), Fabrikant und Grundbesitzer, ließ den Braunhirschengrund parzellieren | 9.590        |                                                                                  | |                      | |
| Dingelstedtpark          |      | Dingelstedtgasse / Clementinengasse Koordinaten |                              | Franz von Dingelstedt                                                                                  | 453          |                                                                                  | |                      | |
| Ernestine-Diwisch-Park   |      | Grimmgasse Koordinaten                          | 2006 (Benennung)             | Ernestine Diwisch                                                                                      | 1.590        |                                                                                  | |                      | Volkstümlich Grimmpark genannt                                                                                       |
| Forschneritschpark       |      | Johnstraße Koordinaten                          | 1927 (Benennung)             | Alfred Eduard Forschneritsch (1871–1917), Schriftsteller                                               | 4.900        |                                                                                  | |                      | |
| Henriettenpark           |      | Henriettenplatz Koordinaten                     | 1864 (Benennung des Platzes) | Henriette von Pereira-Arnstein                                                                         | 1.520        |                                                                                  | Neugotische Mariensäule (1863)                                                                                 |                      | Mariensäule unter Schutz                                                                                             |
| Herklotzpark             |      | Herklotzgasse Koordinaten                       |                              | Heinrich Herklotz (1788–1856), Bürgermeister von Fünfhaus                                              | 870          |                                                                                  | |                      | |
| Ignaz-Kuranda-Park       |      | Stiegergasse Koordinaten                        | 2004 (Benennung)             | Ignaz Kuranda                                                                                          | 2.320        |                                                                                  | |                      | |
| Märzpark                 |      | Hütteldorfer Straße Koordinaten                 | 1925                         | den Gefallenen der Märzrevolution                                                                      | 15.440       |                                                                                  | Gedenkstein für die Märzgefallenen mit separater Inschriftentafel, Skulptur „Stehende Figur“ von Fritz Wotruba | 97 (Pyramidenpappel) | Auf dem Areal des nach dem Ersten Weltkrieg aufgelassenen Schmelzer Friedhofs, Begräbnisstätte vieler Märzgefallener |
| Reithofferpark           |      | Reithofferplatz Koordinaten                     | 1895 (Benennung des Platzes) | Johann Nepomuk Reithoffer                                                                              | 10.600       | Bedürfnisanstalt                                                                 | |                      | |
| Rohrauerpark             |      | Gablenzgasse Koordinaten                        | 1920                         | Alois Rohrauer (1843–1923), Mitbegründer der Naturfreunde Österreich                                   | 10.000       |                                                                                  | Denkmal für Rohrauer (Rusch, 1925)                                                                             |                      | |
| Rosa-Barach-Park         |      | Geibelgasse Koordinaten                         | 2018 (Benennung)             | Rosa Barach                                                                                            | 850          |                                                                                  | |                      | |
| Sechshauser Park         |      | Ullmannstraße Koordinaten                       | 1991 (Benennung)             | dem ehemaligen Vorort Sechshaus                                                                        | 3.710        |                                                                                  | |                      | |
| Denkmalpark Turnertempel |      | Turnergasse Koordinaten                         | 2011                         | dem Turnertempel                                                                                       | 420          |                                                                                  | |                      | Als Gedenkstätte für die 1938 zerstörte Synagoge angelegt                                                            |
| Vogelweidpark            |      | Vogelweidplatz Koordinaten                      | 1979 (Benennung)             | Walther von der Vogelweide                                                                             | 18.100       |                                                                                  | |                      | |